# Plotheia lata
Plotheia lata är en fjärilsart som beskrevs av Walker 1865. Plotheia lata ingår i släktet Plotheia och familjen trågspinnare. Inga underarter finns listade i Catalogue of Life.